# Geografia Afryki
Afryka – drugi pod względem powierzchni kontynent, zajmujący ok. 1/5 powierzchni lądów na Ziemi. Całkowita jego powierzchnia wynosi około 30 368 609 km². Słabo rozwinięta linia brzegowa, przybrzeżne wyspy to ok. 5% powierzchni. Od największego kontynentu - Azji oddziela ją Kanał Sueski położony na terenie Egiptu, natomiast od Europy – wąska Cieśnina Gibraltarska.

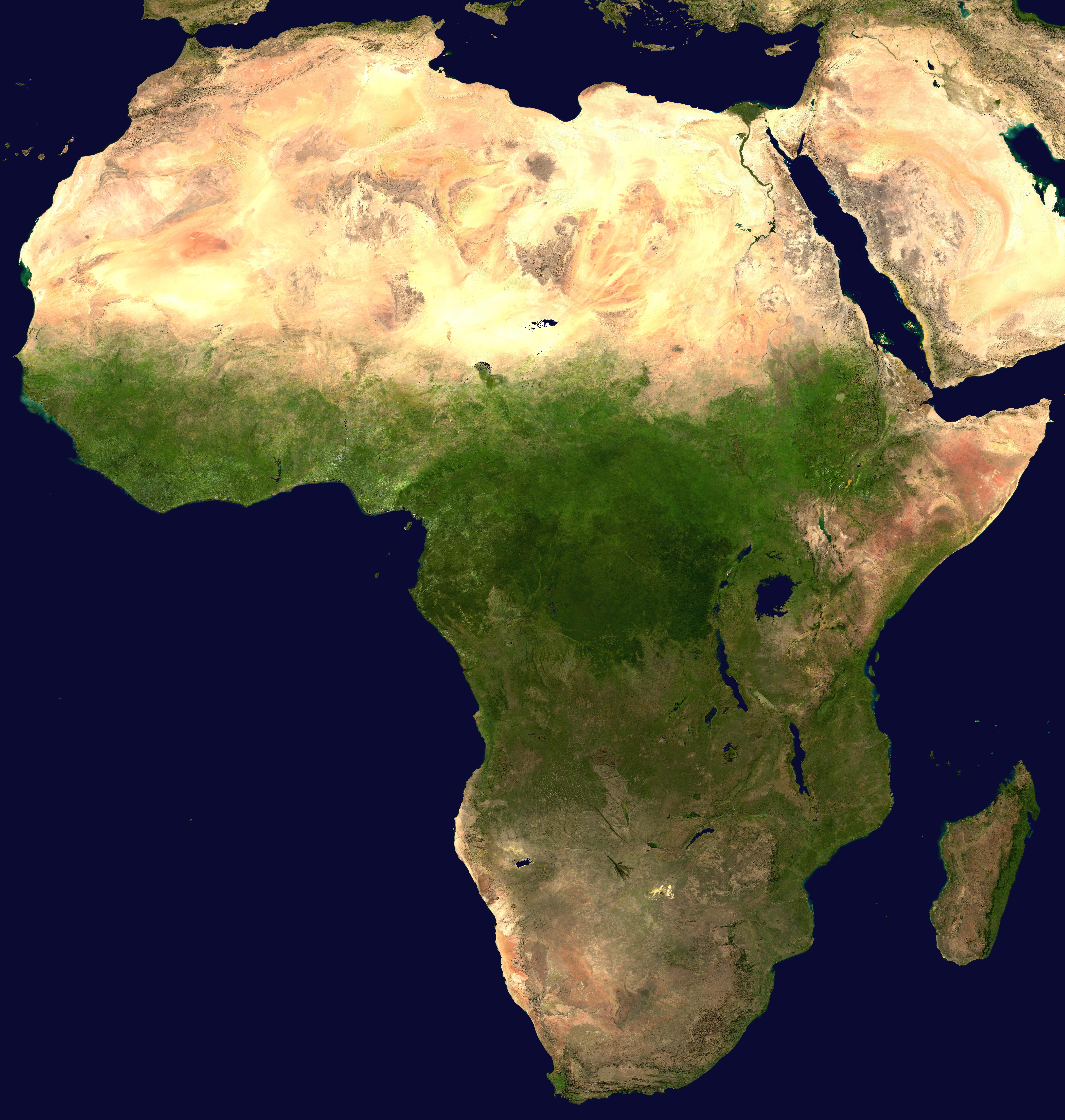
Zdjęcie satelitarne

Najdalej wysunięty na południe punkt to Przylądek Igielny, na zachód Przylądek Almadi, na północ Ras al-Ghiran, zaś na wschód Raas Xaafuun.

## Ukształtowanie powierzchni
Większą część Afryki stanowią wyżyny; średnia wysokość tego kontynentu to 660 m n.p.m. Najwyższy punkt stanowi szczyt Kibo osadzony w masywie Kilimandżaro (5896 m n.p.m.), zaś najniższy jezioro Asal (150 m p.p.m.). Na północnym zachodzie kontynentu leżą góry Atlas. Na wschodzie leży także Wyżyna Abisyńska. Między 26 a 18 równoleżnikiem leży Sahara. Przynależy do części zwanej Afryką Niską, obejmującą północną i środkową część kontynentu. Większą część Afryki Niskiej stanowią dwie kotliny, Zachodniosaharyjska oraz Środkowego Nigru. Najwyższe masywy górskie w Afryce Niskiej to Ahaggar i Tibesti, leżące w południowej części Sahary.
Afryka Wysoka obejmuje obszar od Wyżyny Abisyńskiej po południowe krańce kontynentu. W Afryce Południowej główną część stanowi płaskowyż, z Kotliną Kalahari w centralnej części. Na południowym wschodzie znajdują się Góry Smocze, a na południu Góry Przylądkowe.

## Wody
Główne rzeki Afryki to Senegal, Nil, Kongo, Oranje i Zambezi. Do największych jezior należą Jezioro Wiktorii, Czad, Niasa, Wolta i Tanganika. 

## Wyspy
Afryka posiada słabo rozwiniętą linię brzegową. Największą wyspą wliczaną do tego kontynentu jest Madagaskar. Od Afryki oddziela go Kanał Mozambicki, w którym leżą wyspy Europa, Bassas da India i na północ od nich Juan de Nova. Na północny zachód od Madagaskaru leżą Komory, na zachód od nich Cosmoledo, Farquhar, na południe od nich Wyspy Agalega. Na wschód od Madagaskaru leży Reunion, na północny zachód od niego Rodrigues, zaś pomiędzy nimi Mauritius. Na północny wschód od Półwyspu Somalijskiego leży Sokotra, zaś na zachód od Przylądka Zielonego Wyspy Zielonego Przylądka. Przy centralnej części wschodniego wybrzeża Afryki leżą wyspy Pemba, Zanzibar i Mafia. Administracyjnie do Afryki przynależą także wyspy Czagos.

## Klimat
Afryka dzieli się na następujące strefy: 
- strefa równikowa (20oN do 15-20oS). Średnia miesięczna temperatura powietrza przekracza 20oC, zaś amplituda roczna wynosi do 5oC w okolicach równika i wzrasta do 10oC na krańcach strefy. Najbardziej wilgotne obszary tej strefy występuje w Kotlinie Konga, Kamerunie i Liberii.
- strefa zwrotnikowa, na północ i południe od strefy równikowej. Opady wynoszą do 200 mm rocznie, w obszarze Asuan 0,5 mm rocznie. Temperatura powietrza w styczniu na Saharze wynosi średnio 10-20oC (po południu osiąga 45-50oC), na pustyni Namib w lipcu 12-16oC, w styczniu 16-24oC (po południu 20-30oC).
- strefa podzwrotnikowa, leżąca w południowych i północnych krańcach Afryki/ Panuje klimat morski, opady przeważnie w półroczu zimowym. Lata suche i gorące. W tej strefie zanotowano najwyższą i najniższą temperaturę w Afryce: w okolicach Trypolisu (Libia) 13 września 1922 r. odnotowano 57,8oC, zaś w okolicach Ifrane -22oC.